# Caradrina agenjoi
Caradrina agenjoi là một loài bướm đêm trong họ Noctuidae.